# Machine Gun (Commodores)
Machine Gun è il primo album in studio del gruppo musicale statunitense Commodores, pubblicato nel 1974.

## Tracce
Side 1
1. Machine Gun – 2:41
2. Young Girls Are My Weakness – 3:02
3. I Feel Sanctified – 3:46
4. The Bump – 4:10
5. Rapid Fire – 3:04

Side 2
1. The Assembly Line – 5:12
2. The Zoo (The Human Zoo) – 3:05
3. Gonna Blow Your Mind – 5:42
4. There's a Song in My Heart – 2:42
5. Superman – 2:38

## Formazione
- Lionel Richie – voce, sassofono, tastiera
- Thomas McClary – voce, chitarra
- Milan Williams – chitarra, tastiera
- Ronald LaPread – basso
- William King – tromba, percussioni
- Walter Orange – batteria, voce, percussioni